# Ascomycota
Division
Les Ascomycètes (Ascomycota) constituent une très vaste division de champignons dits champignons supérieurs, c'est-à-dire à mycélium cloisonné, avec près de 65 000 espèces recensées en 2016 (plus de dix mille espèces selon Antoine Ayel en 1994 (1994 loc. cit.), plus de trente mille en 2006) . Ils sont caractérisés par la formation des spores (ascospores) à l'intérieur de cellules spéciales de forme cylindrique à globuleuse, les asques, contenant le plus souvent 8 ascospores, parfois 4 ou une autre puissance de 2, et jusqu'à plus de 1000 chez certains champignons coprophiles. 

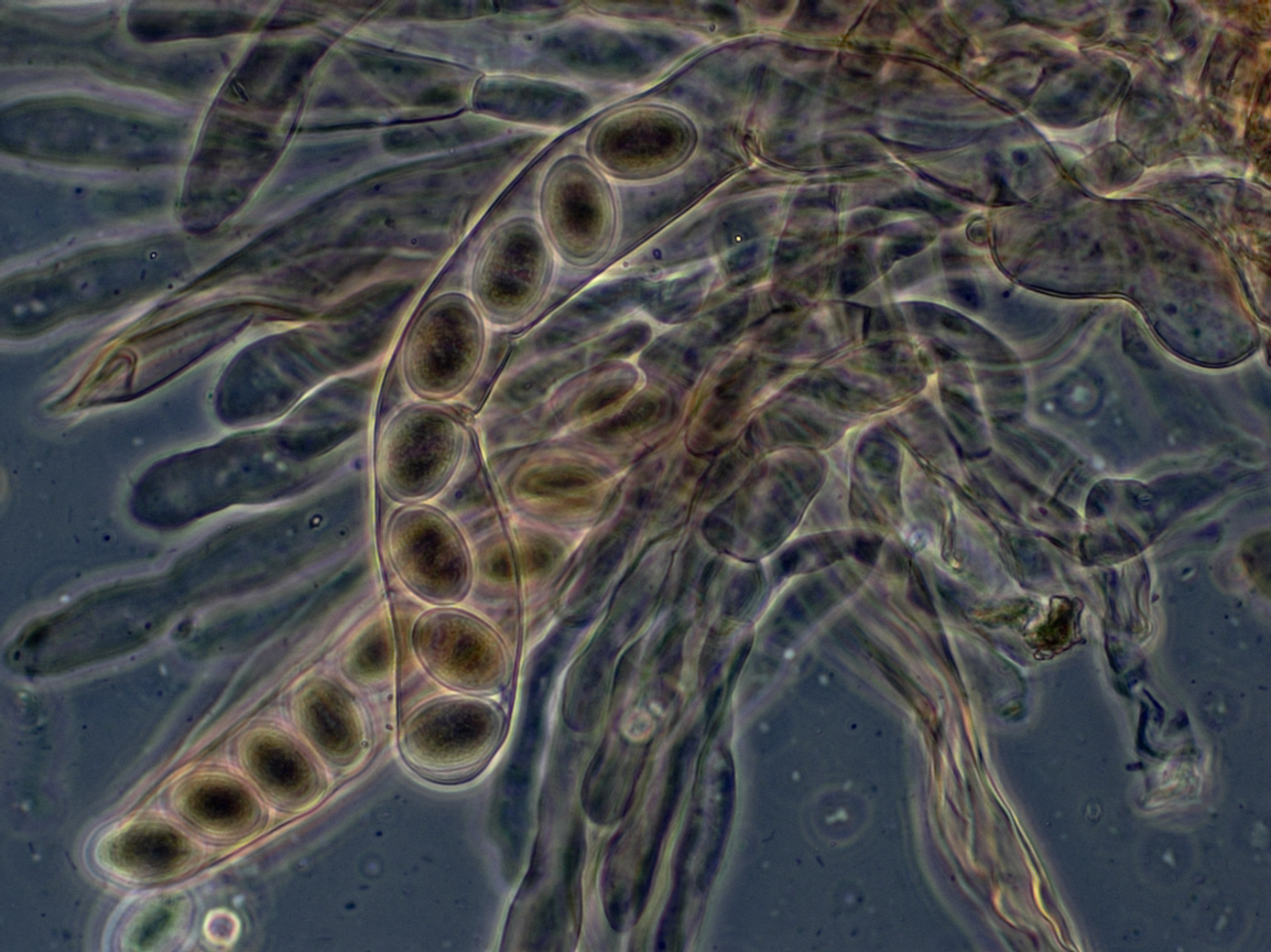
Asques d'une Morille élevée.

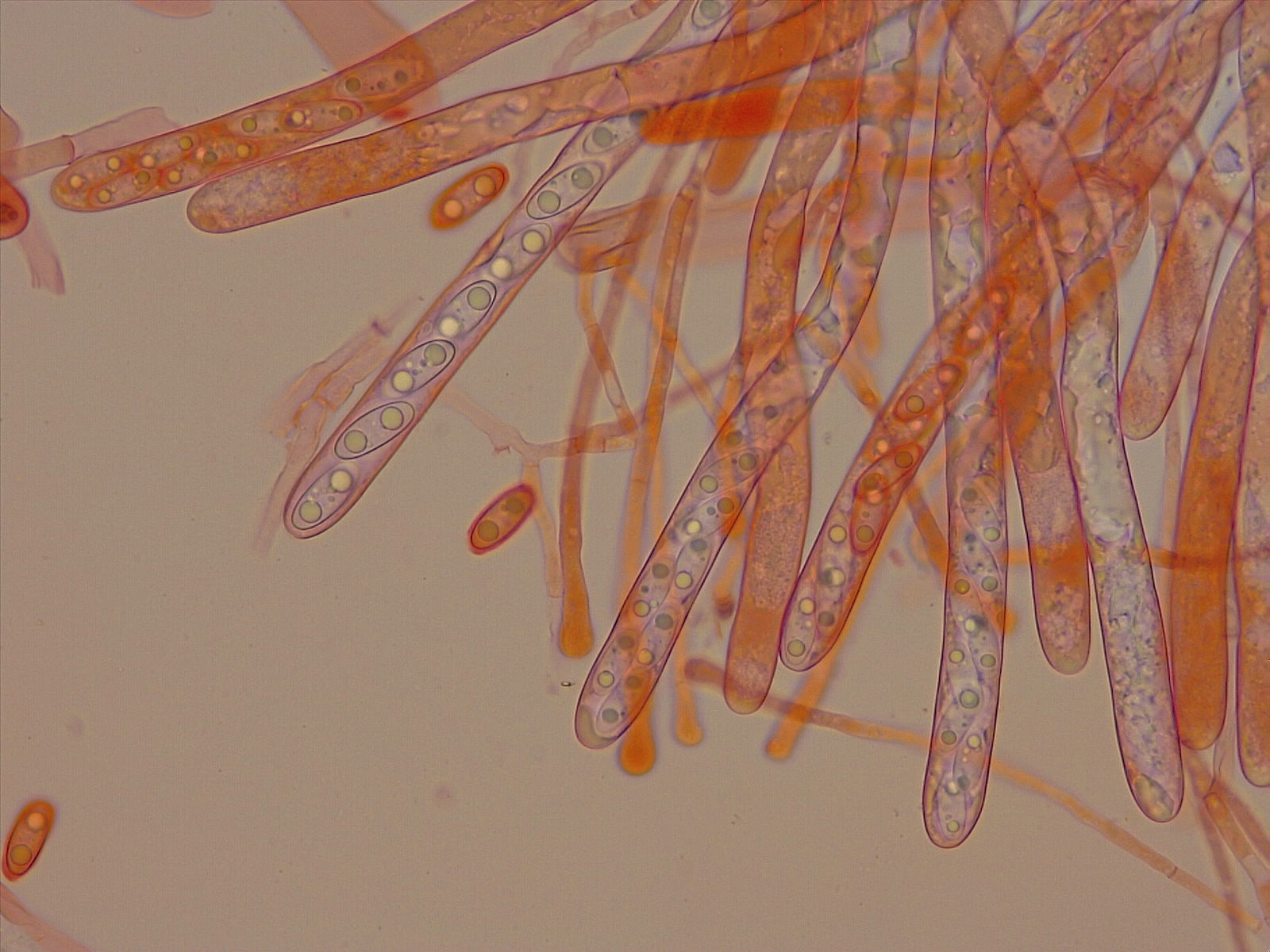
Asques de la.

Parmi les Ascomycètes se trouvent de nombreuses espèces indispensables à l'alimentation de l'Homme, comme les levures utilisées en boulangerie, brasserie et vinification, ou les Penicillium intervenant dans la fabrication de fromages ou d'antibiotiques de type pénicilline, et des champignons bien connus des amateurs comme les morilles, les pézizes, les truffes. De plus, il existe des champignons associés (symbiose) aux algues pour constituer les lichens, ou en symbiose avec les arbres pour former des mycorhizes. Ce groupe comporte également de nombreuses moisissures et des champignons phytopathogènes des plantes cultivées.
Ceci explique que les formes des Ascomycètes soient extrêmement variées : en massues ou en disques, plans ou en cupule, avec ou sans pied, en coussinet, en outre ou en flacon;  tubercules souterrains ou filamenteux comme des moisissures. De plus, beaucoup de champignons imparfaits sont en fait des Ascomycètes méconnus.

## Classification

### Historique
La classification des Ascomycètes a été, et est toujours, l'objet de nombreuses révisions. Certaines classifications sont basées sur la morphologie de l'asque, d'autres sur celle de l'ascocarpe (organe sur, ou dans, lequel se forment les asques). 
De nombreux ouvrages utilisent des classifications plus anciennes, dont il faut comprendre l'évolution, dont trois parmi les plus usitées : 
- La classification d'Alexopoulos et al., fondée sur la morphologie de l'ascocarpe, en partie complétée par des données moléculaires (Alexopoulos et al., 1996).
- La classification d'Ainsworth et al. (1973) fondée sur la morphologie des asques puis celle de l'ascocarpe.
- La classification de Luttrell, fondée sur les asques.

Une vaste étude phylogénétique réalisée en 2007 par plus d'une soixantaine de chercheurs, dont le classement est adopté par le projet Tree of Life et par le réseau MycoNet,
, définit trois sous-embranchements d'ascomycètes : 
- les Taphrinomycotina, groupe contenant quatre classes : les Schizosaccharomycetes contenant les levure de bières, les Pneumocystidomycetes, les Neolectomycetes, et les Taphrinomycetes,
- les Saccharomycotina, groupe contenant la « levure de boulanger » Saccharomyces cerevisiae,
- les Pezizomycotina, groupe contenant le plus grand nombre d'espèces.

### Classification
Liste des taxons subordonnés jusqu'au rang d'ordre : 

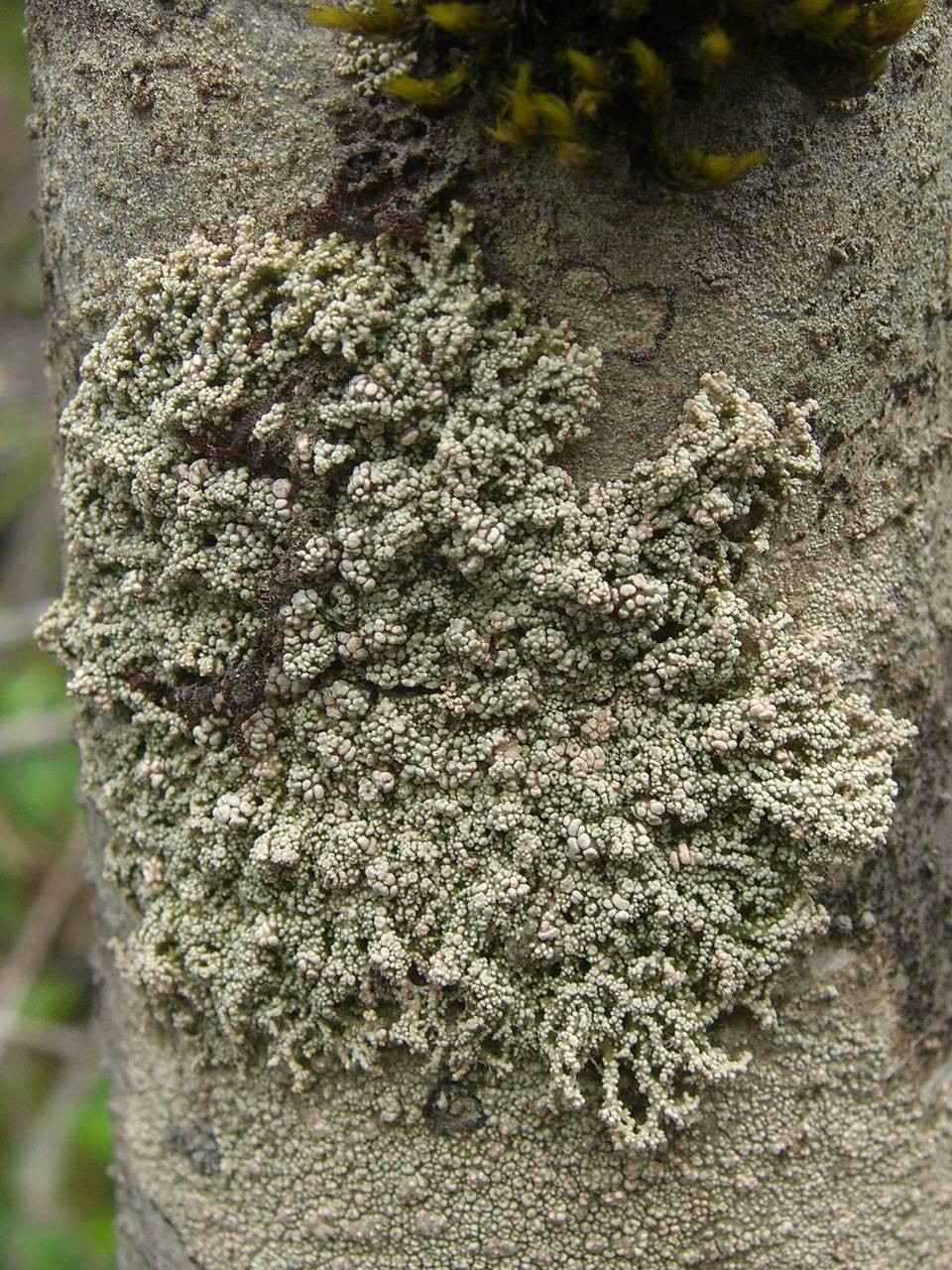
Lepolichen coccophorus (Coccotremataceae)
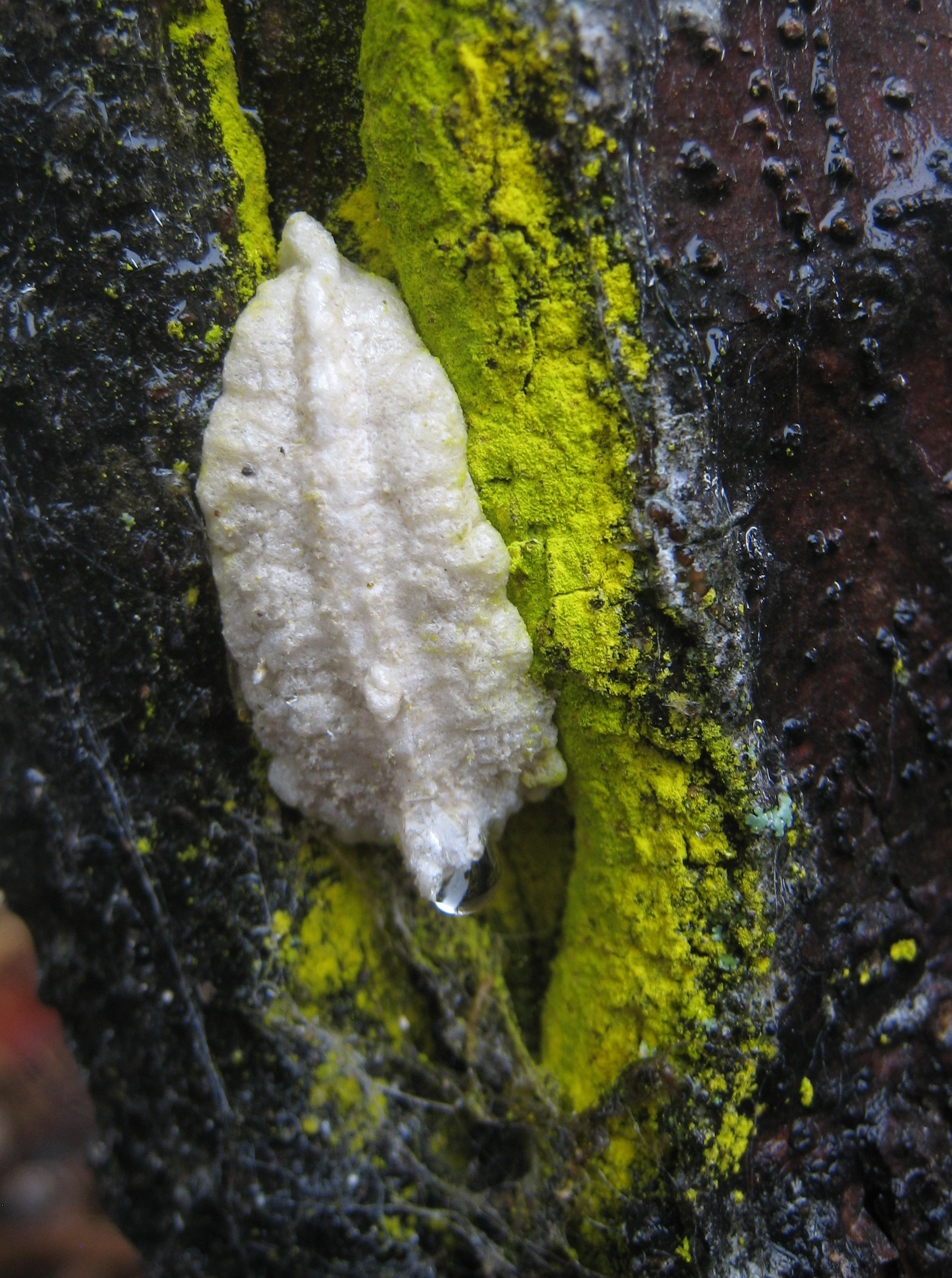
Chrysothrix candelaris (jaune, Arthoniomycetes)
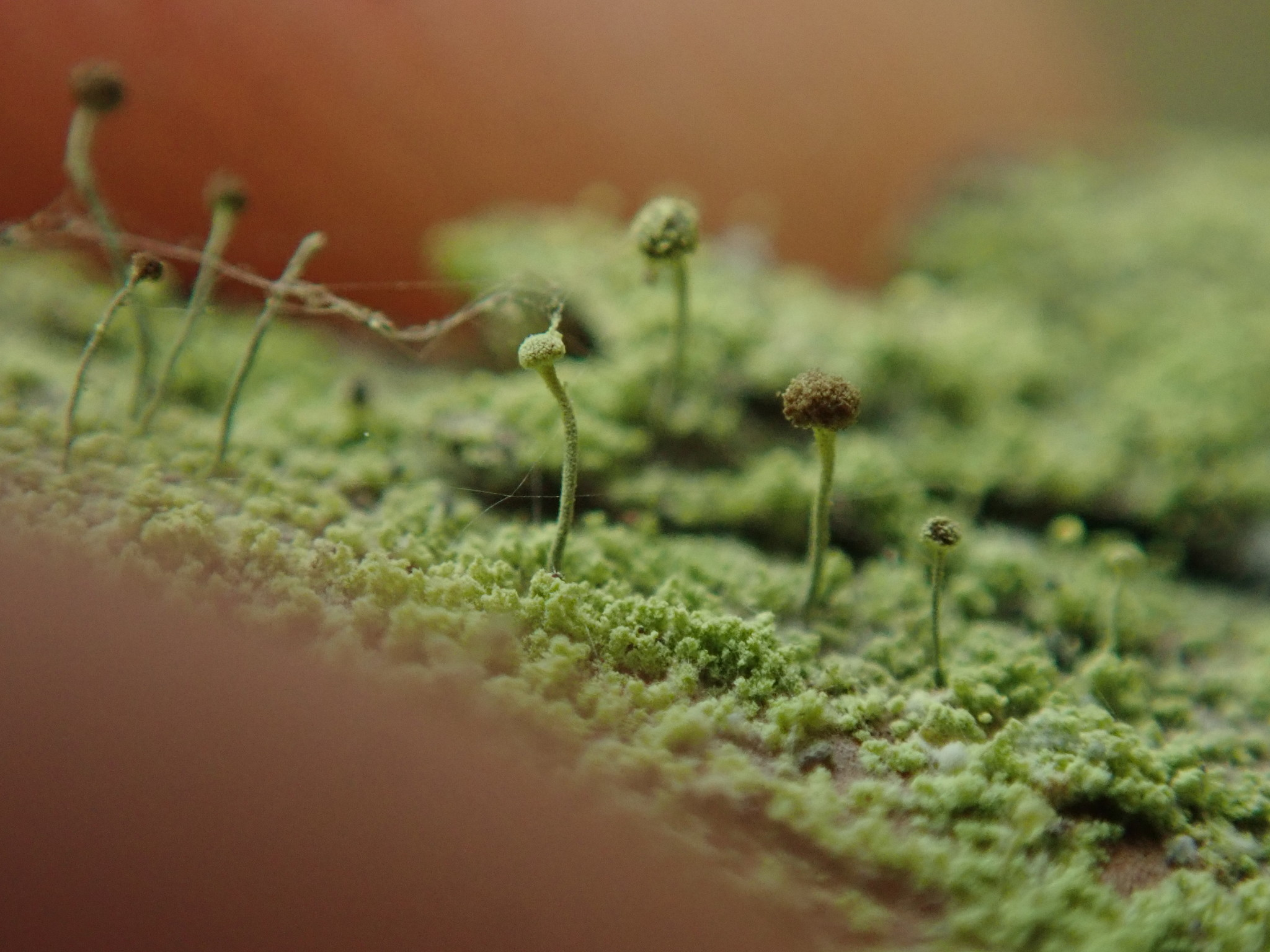
Chaenotheca furfuracea (Coniocybomycetes)
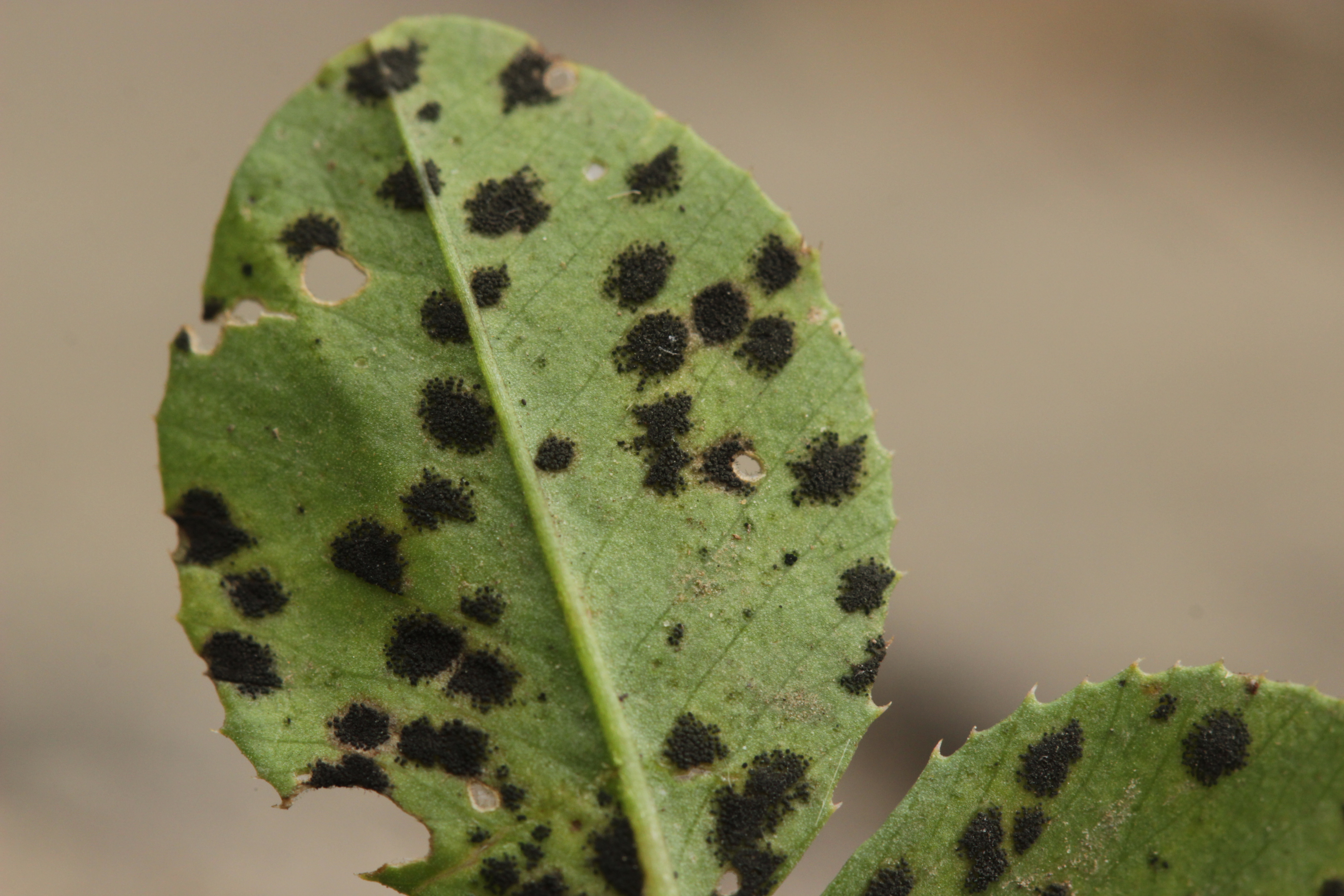
Polythrincium trifolii (Dothideomycetes)
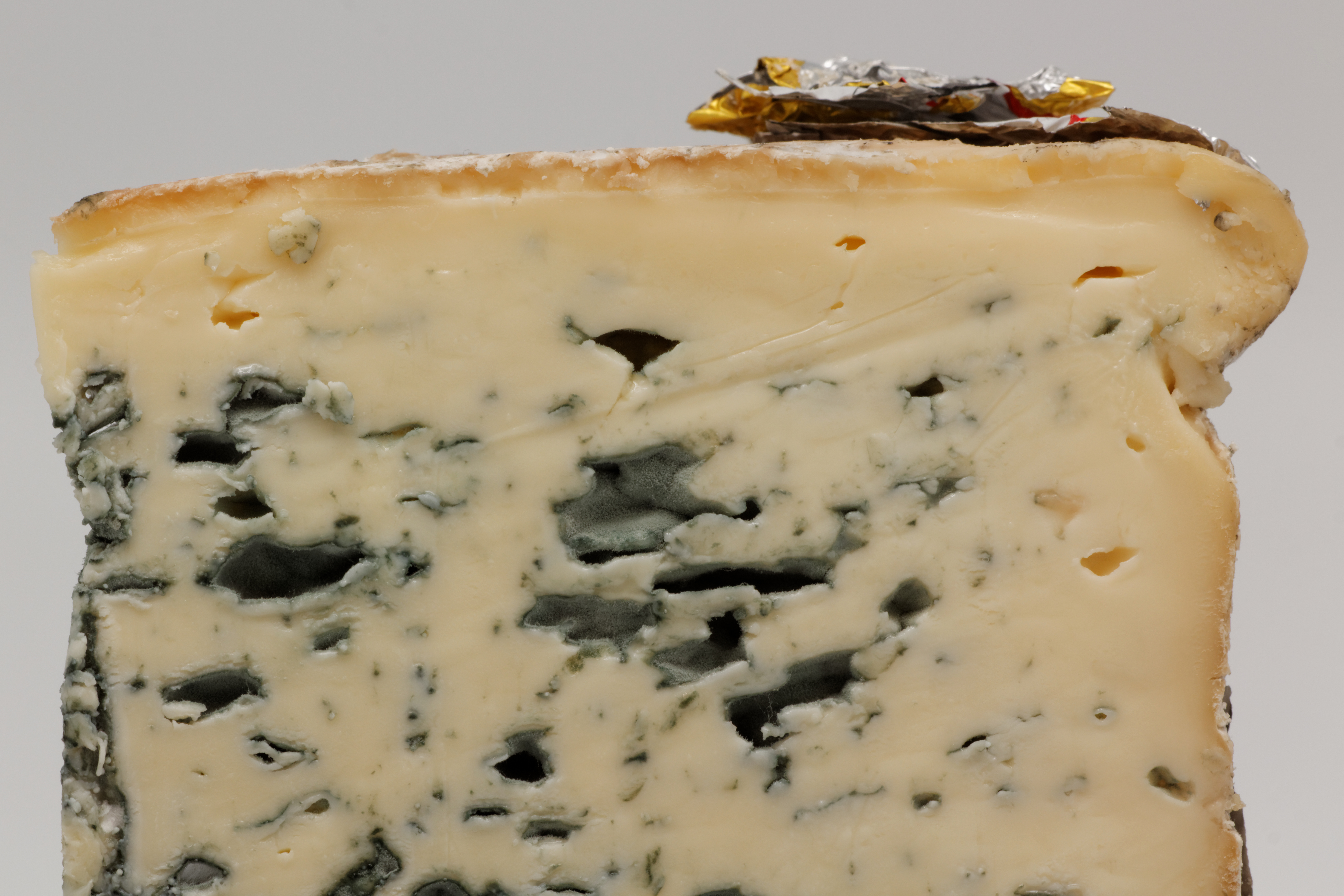
Penicillium roqueforti (bleu, Eurotiomycetes)
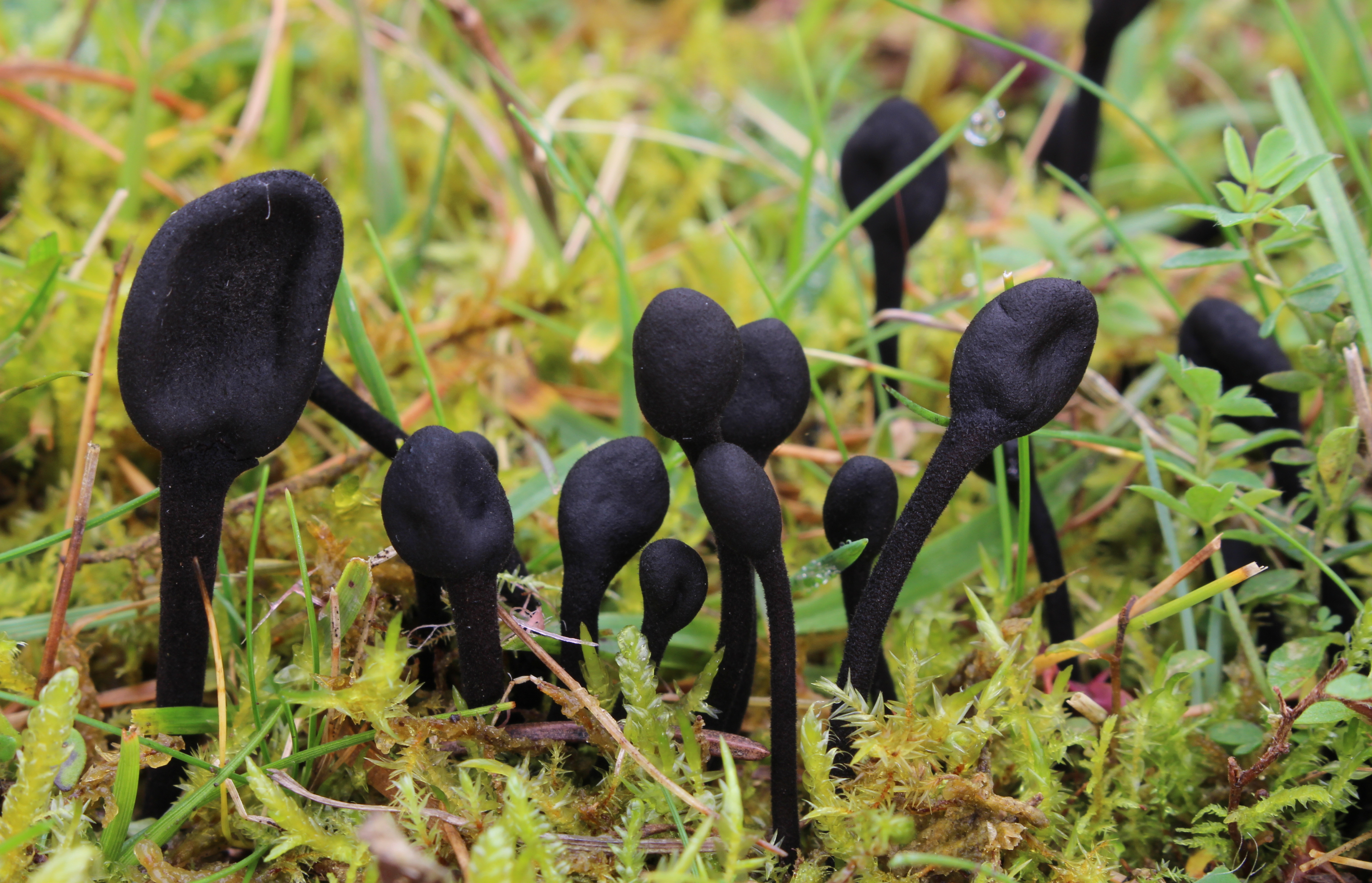
Trichoglossum hirsutum (Geoglossomycetes)
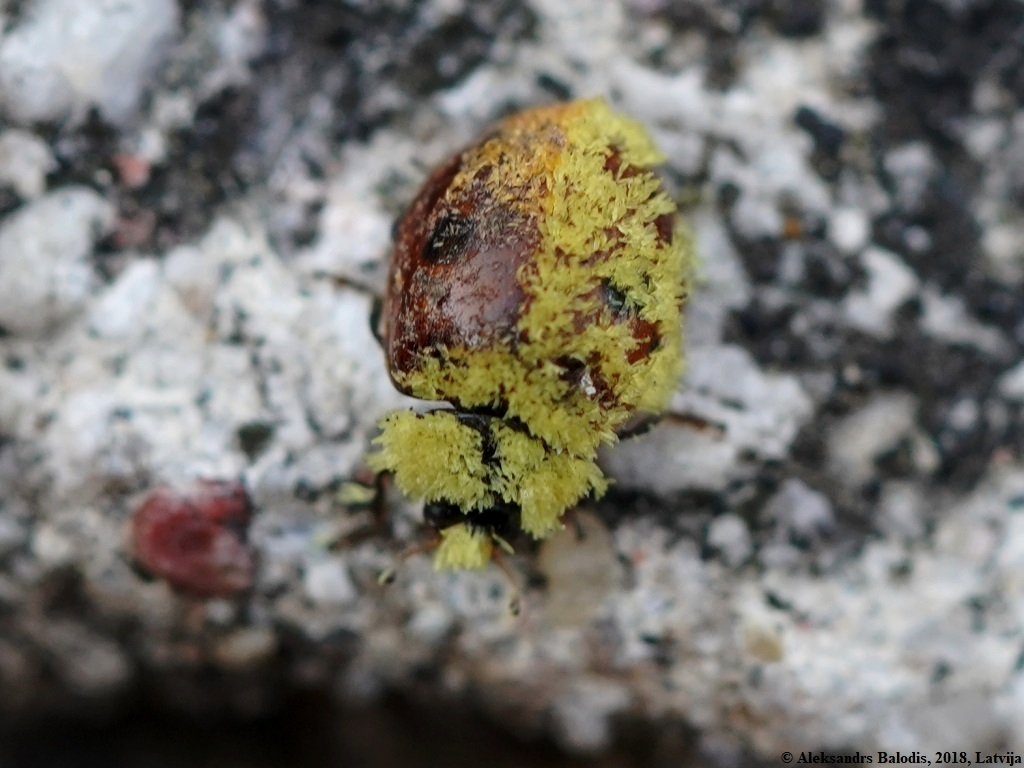
Hesperomyces virescens (jaune, Laboulbeniomycetes)
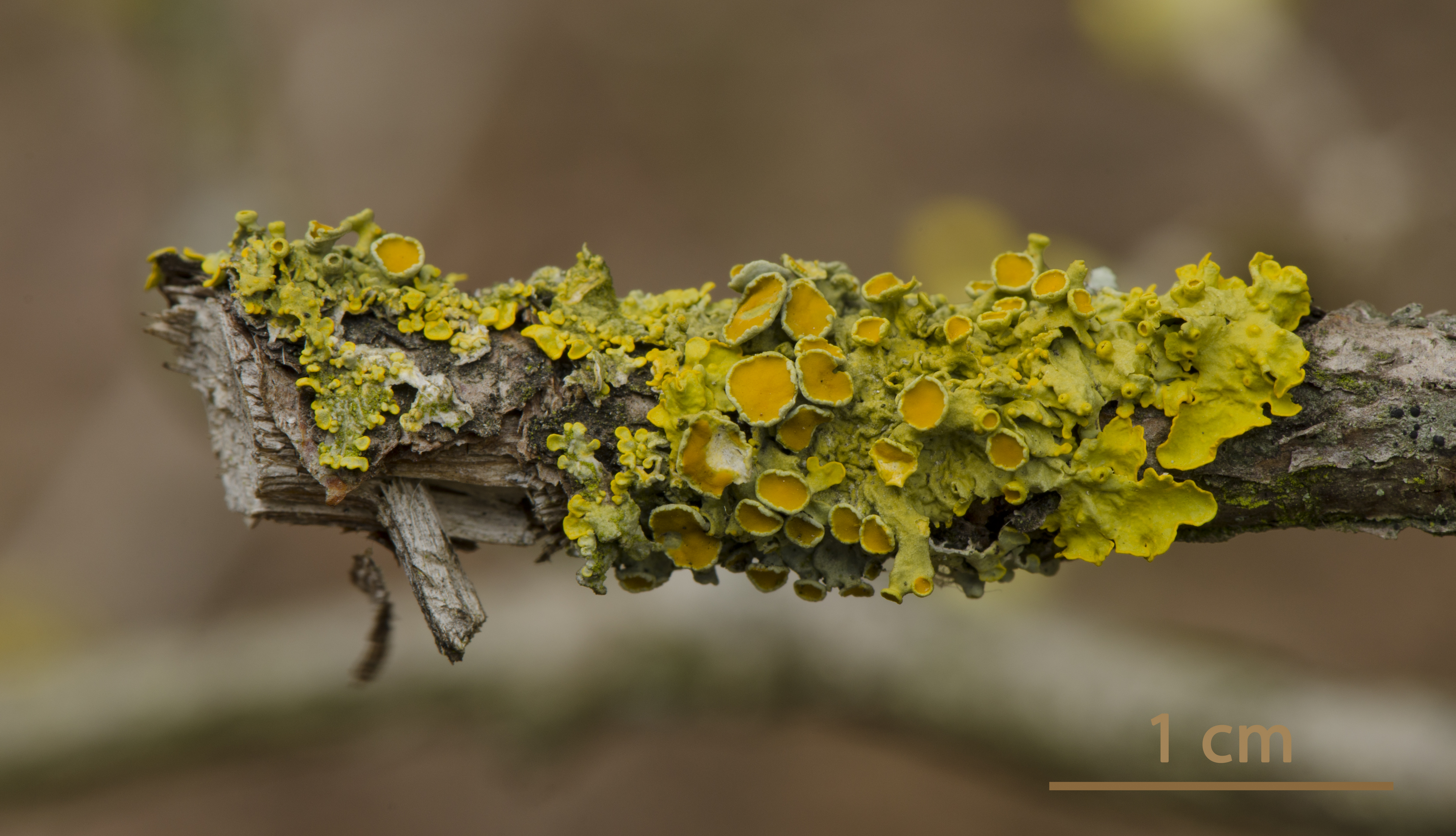
Xanthoria parietina (Lecanoromycetes)
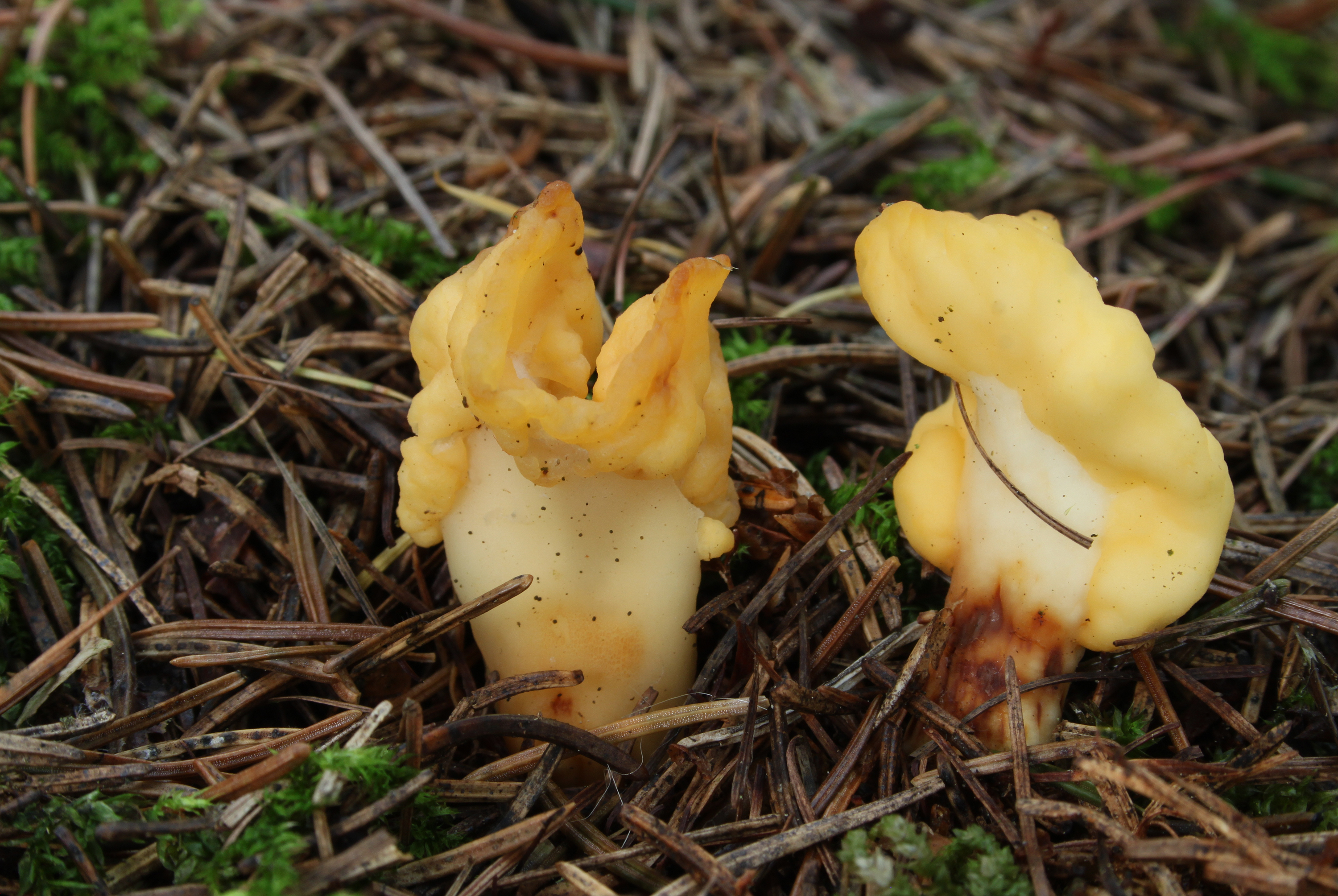
Spathularia flavida (Leotiomycetes)
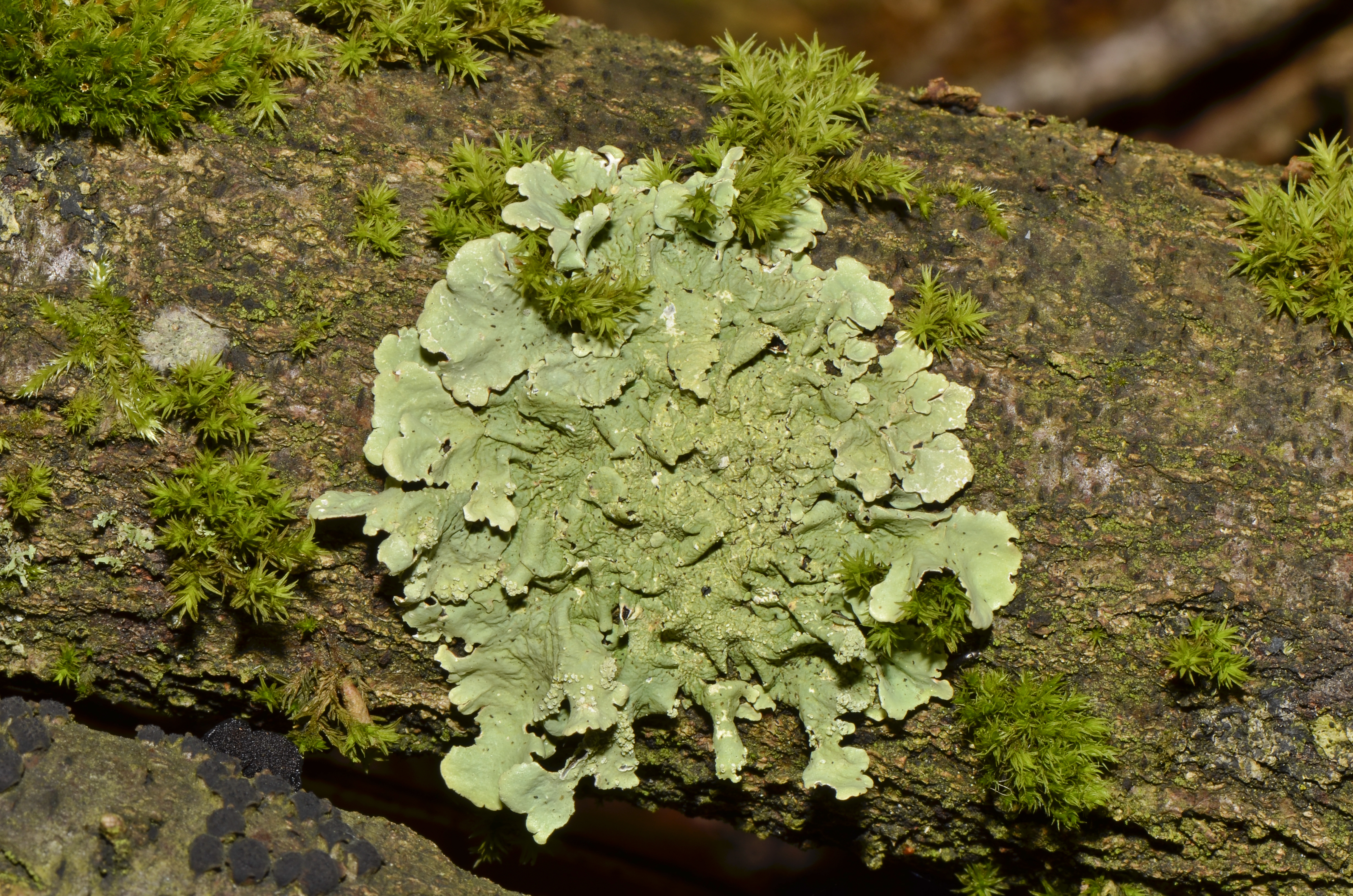
Flavoparmelia caperata (Lichinomycetes)
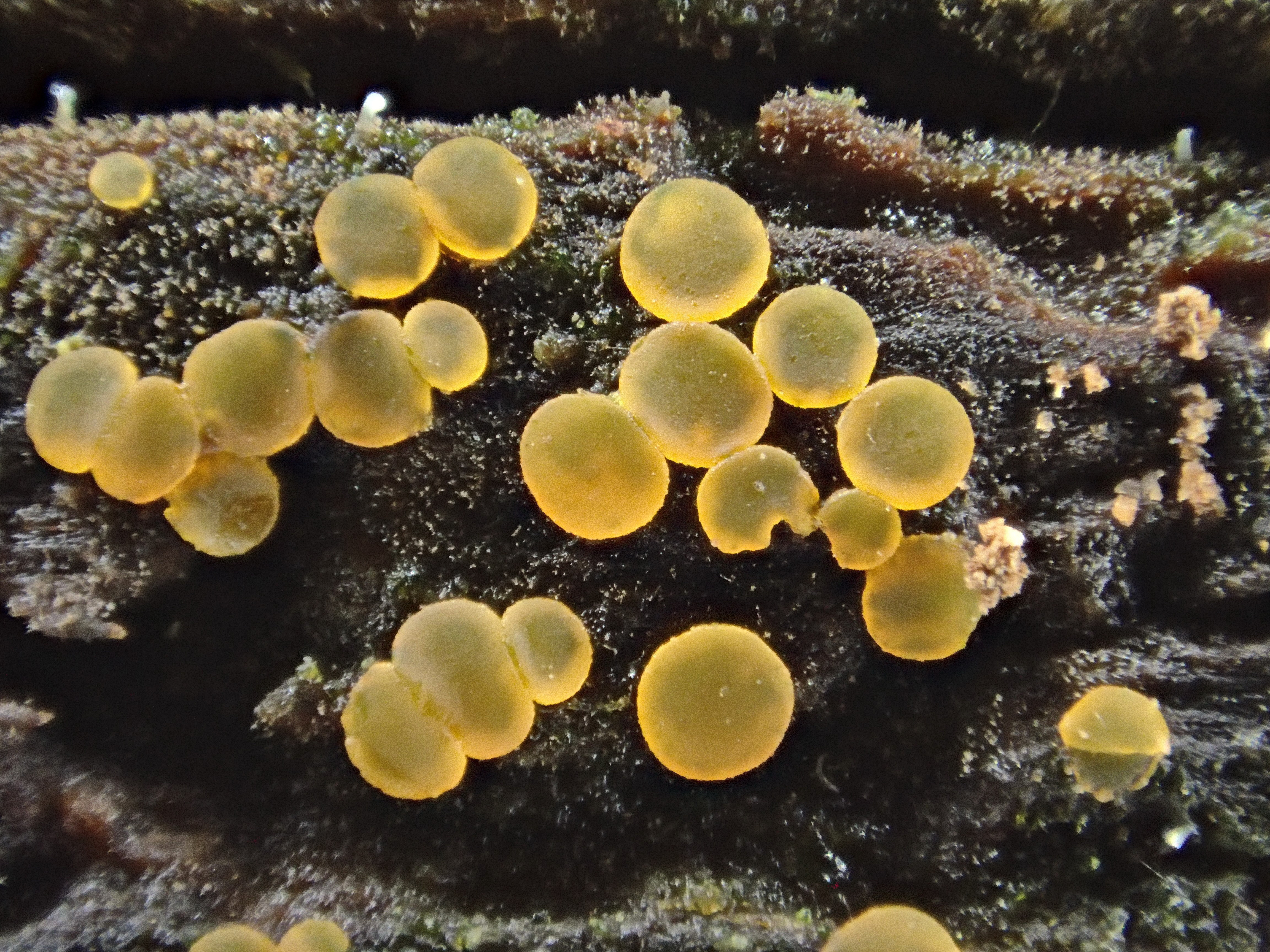
Orbilia xanthostigma (Orbiliomycetes)
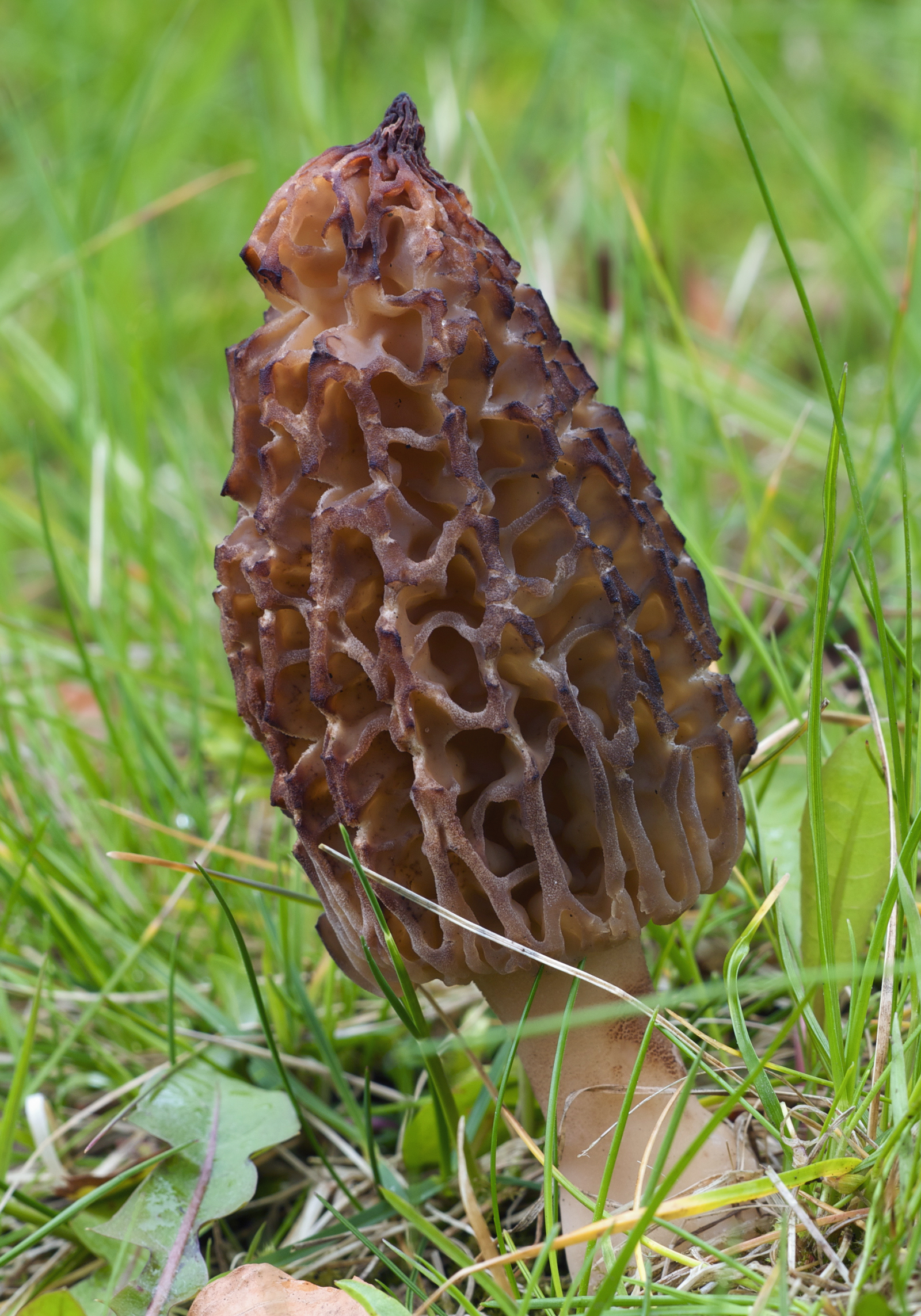
Morchella conica (Pezizomycetes)
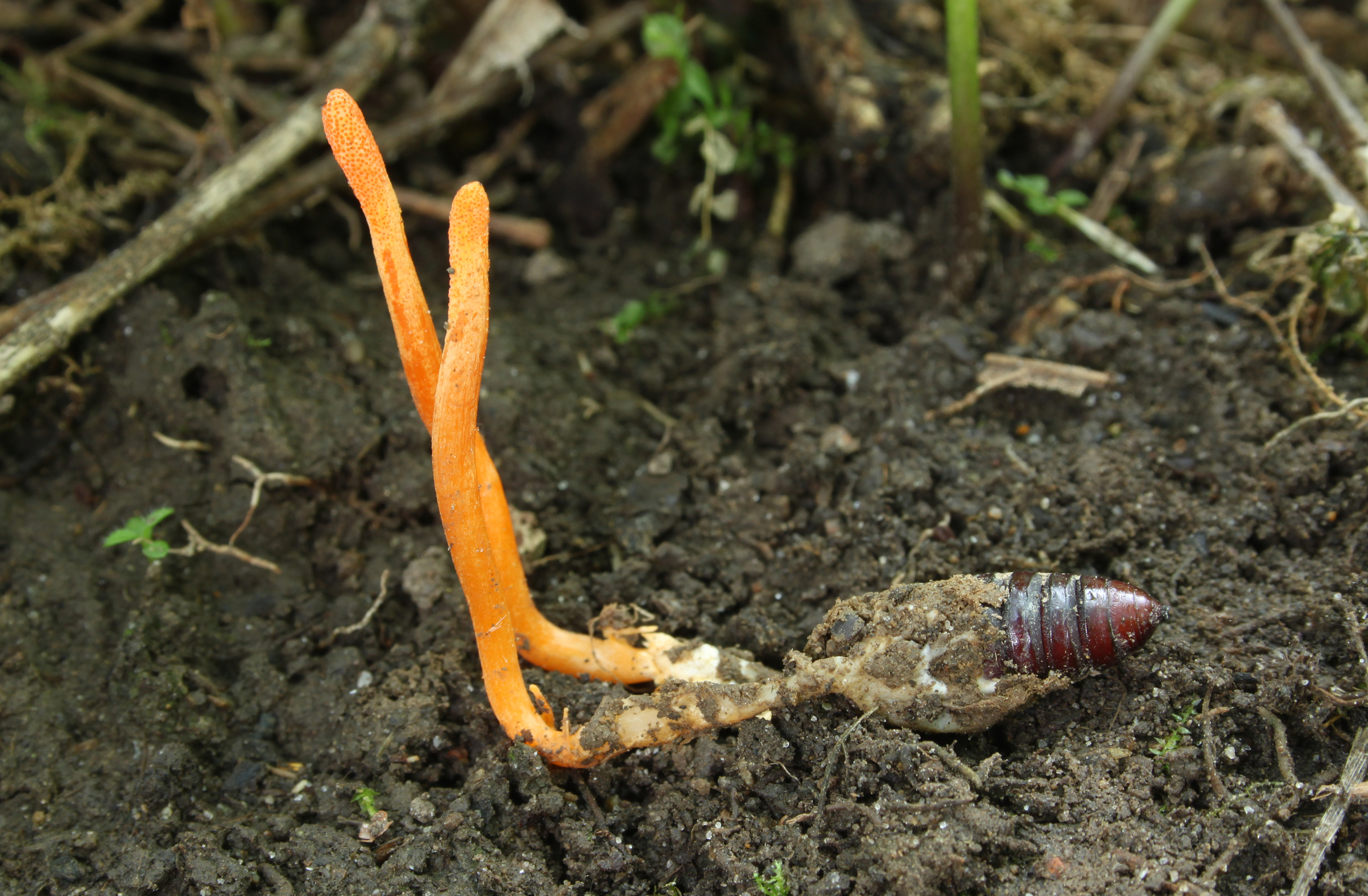
Cordyceps militaris (Sordariomycetes)
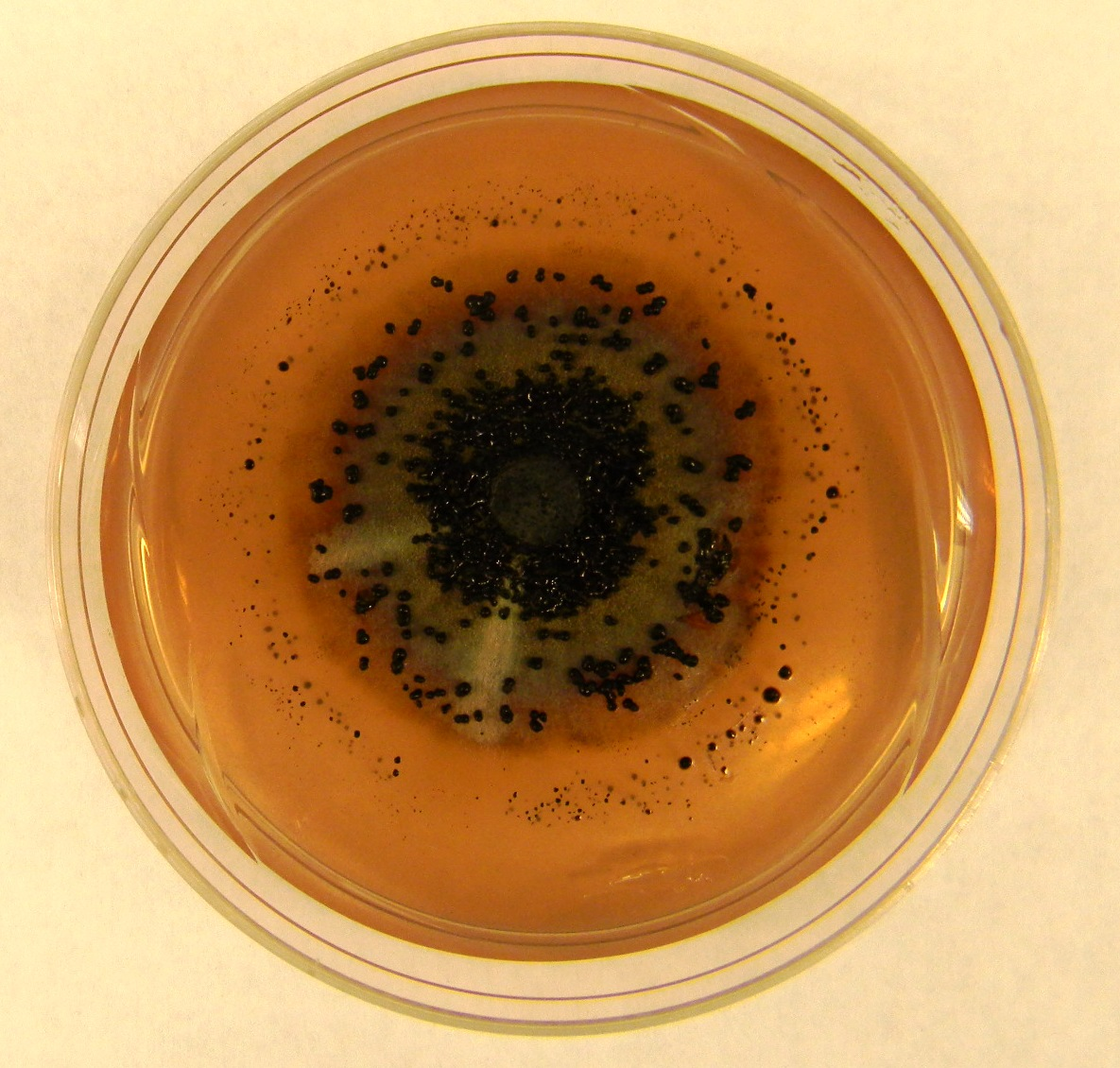
Xylona heveae (Xylonomycetes)

## Reproduction
La reproduction des Ascomycètes fait intervenir des mécanismes très variables selon les espèces. Elle peut être sexuée ou asexuée. Pour beaucoup d’espèces, les formes sexuées et asexuées (formes imparfaites) ont été décrites séparément, ce qui explique la double dénomination de certaines espèces en tant qu’Ascomycètes et en tant que champignons imparfaits (fungi imperfecti).

### La multiplication asexuée

Conidiophore portant des conidies (Penicillium)

La multiplication asexuée (ou végétative) est prédominante chez les Ascomycètes. Elle est responsable de l’expansion rapide de ces champignons. Elle est réalisée par des conidiospores ou conidies provenant du bourgeonnement de cellules plus ou moins spécialisées appelés cellules conidiogènes (les plus connues étant les phialides). Les cellules conidiogènes sont généralement groupées à l'extrémité de pédoncules ou conidiophores, ce qui facilite la dispersion des conidies par le vent, l’eau ou des animaux.

### La reproduction sexuée

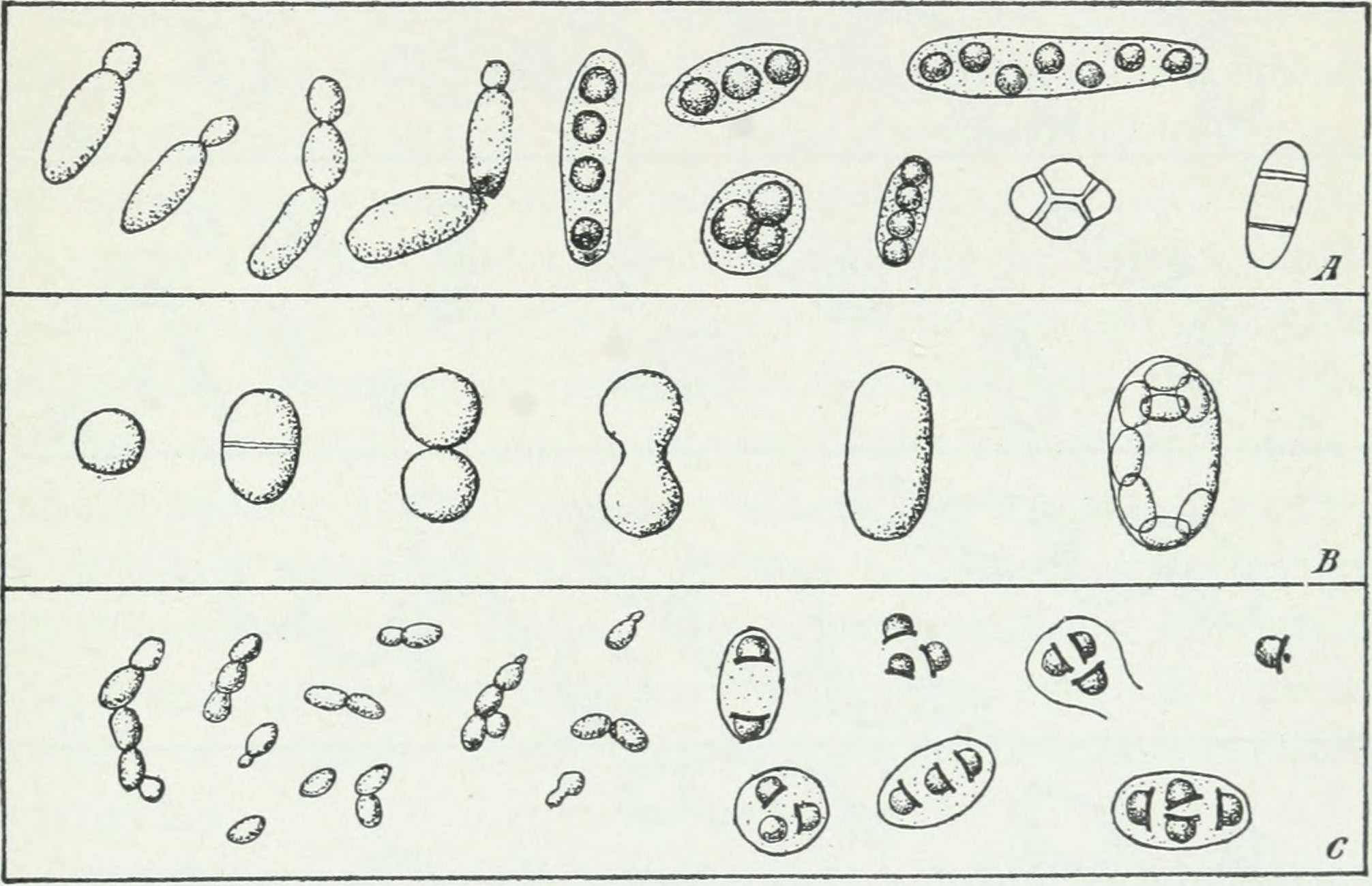
Gravure de 1915 montrant la formation d'asques produits par des levures, selon la taxonomie de l'époque: A) Saccharomyces pasteurianus; B) Schizosaccharomyces odosporus; c) Saccharomyces anomalus

La reproduction sexuée des Ascomycètes fait intervenir une structure caractéristique, les asques, qui sont des sporocystes spécialisés se différenciant dans les ascocarpes qui peuvent prendre la forme de périthèces, d'apothécies, de cléistothèces. À l’intérieur de ces asques, les spores sexuées sont produites à la suite d’une méiose. On les appelle les ascospores, pour les différencier des conidiospores asexuées.

## Écologie
Les Ascomycètes sont largement répandus dans tous les types d’environnement, le sol, les eaux douces et marines, la matière organique en décomposition... D’autre part, la distribution des espèces individuelles est très variable : certaines espèces sont présentes sur tous les continents, tandis que d’autres ont une distribution très restreinte, comme la Truffe Tuber magnatum rencontrée en France et en Italie.
Les Ascomycètes jouent un rôle central dans beaucoup d’écosystèmes. Saprophytes, ils sont des décomposeurs importants qui dégradent une grande variété de matière organique. Ils absorbent surtout des débris de matières végétales. En décomposant des substances comme la cellulose ou la lignine, ils prennent une place importante dans le cycle du carbone et le cycle de l'azote.
Les corps fructifiants des Ascomycètes peuvent servir de nourriture pour divers animaux comme des insectes, des gastéropodes et des mammifères comme les rongeurs, les cervidés et les sangliers.

### Quatre saisons

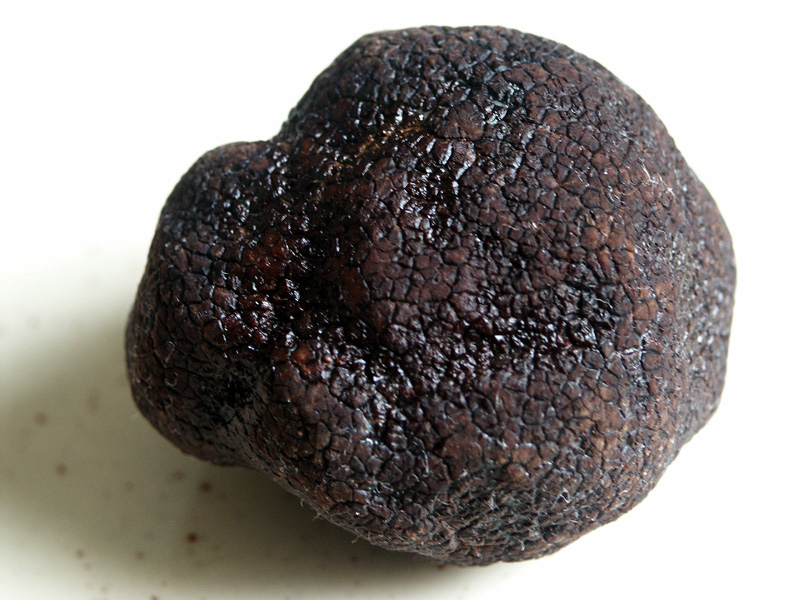
La truffe noire du Périgord (Tuber melanosporum) est un champignon ascomycète, du sous-embranchement des Pezizomycotina.

Presque toutes les saisons se valent pour le chercheur d'Ascomycètes. En hiver, les Pyrénomycètes dominent, avec les Discomycètes operculés : coprophiles, carbonicoles et mussicoles. Rejoints au printemps par les grands Discomycètes: Morilles, Gyromitres, Pézizes, Helvelles... et des Discomycètes inoperculés de plus en plus variés et nombreux (Dasyscyphus, Pezizella...). En été, les fossés, bords des ruisseaux et les marécages abondent en Ombrophila, Mitrula, etc. Enfin, l'automne, qui peut paraître à peine moins riche en raison de l'abondance de tous les "Macromycètes", voit apparaître les premières truffes.

### Lichens
Par ailleurs, près de la moitié des espèces d’Ascomycètes s’associent par symbiose avec des algues ou des Cyanobactéries pour former des lichens.
Ces associations symbiotiques perdurent probablement depuis très tôt dans leur stade évolutif et apportent aux Ascomycètes de l'énergie métabolique via la photosynthèse de l'algue ou de la cyanobactérie tandis que le champignon, de son côté, offre à son partenaire un support stable qui protège ses cellules des radiations ou de la déshydratation. Cette relation peut s'établir et être viable même dans des régions du globe où très peu d'organismes pourraient survivre, vu les conditions extrêmes de température ou d'hygrométrie. On peut notamment les retrouver dans la chaleur suffocante du désert ou dans les froids glaciaux de l'Antarctique par exemple. On estime que près de la totalité des lichens ont des ascomycètes comme partenaire fongique.
On sait depuis 2016 que de très nombreux lichens sont formés d'une symbiose à non pas deux, mais trois partenaires : à savoir un champignon ascomycète, une levure basidiomycète, et une algue ou une cyanobactérie fournissant au lichen son énergie par photosynthèse. La levure, composant auquel on ne s'attendait pas ou qui était précédemment considéré comme un parasite, est responsable de la forme du thalle du lichen, d'une partie de sa forme générale, et tout comme les deux autres partenaires, elle est conservée par reproduction avec bénéfices réciproques pour les trois espèces composantes.

### Les mycorhizes et les endophytes
Les ascomycètes peuvent aussi s'associer avec les racines des plantes (mycorhize) ou vivre à l'intérieur de
celle-ci (endophytes). Les mycorhizes sont des associations symbiotiques entre un champignon et le système racinaire d'une
plante, et sont souvent vitales pour la subsistance et développement de la plante. En effet, le mycélium du champignon
crée un réseau souterrain pouvant atteindre de plus grandes profondeurs dans le sol, et permet ainsi à la plante d'augmenter son apport en sels minéraux. La plante, quant à elle, fournit au champignon de l'énergie métabolique provenant de la
photosynthèse.
Les endophytes forment des associations mutualistes ou commensales. Le bénéfice précis de cette association pour la plante dépend surtout des espèces fongiques rencontrées et requiert donc une étude au cas par cas. Les ascomycètes endophytes n'endommagent jamais leurs hôtes. Certains apportent à la plante une protection accrue contre les bactéries, insectes ravageurs, nématodes. La plante fournit aussi dans ce cas de l'énergie métabolique au
champignon sous forme de produits photosynthétiques.

### Ascomycètes parasites

#### Espèces parasites
Il existe plusieurs espèces d'ascomycètes parasites du règne végétal ou animal. Une des grandes divisions des ascomycètes,
les Taphrinomycotina   sont des parasites de plantes comme la cloque du pêcher ou la maladie du balai de sorcière. La cloque du pêcher est due à l'attaque d'un champignon particulier, Taphrina deformans qui s'attaque généralement aux pêchers et aux amandiers, causant un brunissement des feuilles et leur donnant un aspect tordu. Les feuilles
finissent par tomber et les rameaux terminaux dépérissent empêchant la pousse des fruits. Cette perte de feuille pouvant même mener jusqu'à la mort des arbres. Les Taphrina apparaissent généralement sous la forme d'une levure sur la surface de la feuille et commencent à former des hyphes à mesure qu'elles envahissent la feuille en se nourrissant des cellules de la plante.
Le plus grand sous-groupe des ascomycètes, les Pezizomycotina, contient aussi plusieurs espèces agissant comme des parasites. Les parasites de ce groupe s'attaquent principalement aux plantes utilisées pour l'agriculture et causent de nombreuses maladies comme la tavelure du pommier, la moniliose des arbres fruitiers, etc.

#### Parasites du bois
Plusieurs espèces d'ascomycètes sont des ravageuses d'arbres et posent de graves problèmes notamment sur les
cultures de fruits, par exemple Nectria cinnabarina qui est la plus fréquente. Cette dernière fait partie de l'une des trois catégories d'ascomycètes parasitant le bois, soit les espèces parasitiques s'attaquant aux arbres vivants. Cette catégorie est celle ayant le niveau de parasitisme le plus élevé. Les deux autres catégories sont les parasites mixtes et les champignons saprotrophiques. Les parasites mixtes sont capables de s'attaquer directement à des arbres affaiblis ou des arbres en mauvaise condition physiologique, en provoquant des changements pathologiques sur l'hôte. Ils peuvent aussi minéraliser le bois mort comme le font les parasites de la dernière catégorie. Ces parasites peuvent s'attaquer aux arbres fruitiers, aux feuillus et aussi aux conifères. 
Les Ascomycètes marins peuvent vivre en association avec des plantes ou des algues marines.
Il existe aussi un certain nombre d’espèces d’Ascomycètes qui sont pathogènes pour les humains comme Candida albicans ou des Aspergillus.
D’autres espèces ont une énorme importance en industrie agro-alimentaire : les Penicillium participent à l’affinage de nombreux fromages, Saccharomyces cerevisiae participe à la fabrication du pain, de la bière et du vin. Penicillium notatum fabrique la pénicilline.

### Sources
- Boiron Patrick, Organisation et Biologie des Champignons. Collection 128, Éditions Nathan, 1996.
- Bouchet P., Guignard J.L., Madulo-Leblond G., Regli P. Mycologie Générale et Médicale. collection Abrégés, Masson 1989.
- Breitenbach, J.; Kranzlin, F., Champignons de Suisse: Tome 1: Les Ascomycètes
- (fr + en) ITIS : Ascomycota
- Tree of life
- Eriksson O.E., (ed.) 2006. Outline of Ascomycota - 2006. - Myconet 12: 1 - 82 (www.fieldmuseum.org)